# Енріке Луваннор
Луваннор Енріке де Соуза Сілва (рум. Henrique Luvannor, порт. Luvannor Henrique de Sousa Silva, нар. 19 травня 1990, Кампо-Майор) — бразильський і молдовський футболіст, нападник клубу «Шериф». Виступав, зокрема, за клуби «Аль-Таавун», «Аль-Шабаб» (Дубай) та «Аль-Аглі» (Дубай), «Крузейру», а також національну збірну Молдови. Триразовий чемпіон Молдови. Володар Суперкубка Молдови. Володар Кубка Президента ОАЕ. Клубний чемпіон Перської затоки.

## Клубна кар'єра
Енріке Луваннор народився в бразильському штаті Піауї. Розпочав виступи в дорослому футболі в 2009 році в командах «Параноа» та «Морріньйос». У 2011 році Луваннор отримав запрошення до клубу зі столиці невизнаної ПМР Тирасполя «Шериф», який грає у чемпіонаті Молдови. У команді швидко став гравцем основи, та одним із кращих бомбардирів, відзначившись за 3 роки 40 забитими м'ячами у 78 проведених матчах, а в сезоні 2013—2014 років став кращим бомбардиром чемпіонату з 26 забитими голами. За період виступів у тираспольській команді Луваннор тричі ставав чемпіоном Молдови та володарем Суперкубка Молдови.
2014 року Енріке Луваннор уклав контракт з клубом «Аль-Шабаб» (Дубай), у складі якого грав до 2017 року. У складі «Аль-Шабаба» він також здебільшого виходив на поле в основному складі команди, та був серед був серед найкращих голеадорів команди, відзначившись 25 забитими голами в 68 матчах.
У 2017 році Луваннор перейшов до іншого еміратського клубу «Аль-Аглі» з Дубая. У цій команді натуралізований молдованин продовжував регулярно забивати, за 3 роки відзначившись 17 голами в 50 матчах чемпіонату. У 2020 році нападник перейшов до іншого еміратського клубу «Аль-Вахда» з Абу-Дабі, але там зіграв лише 3 матчі, та повернувся до тираспольського «Шерифа». Проте і тираспольській команді Луваннор надовго не затримався, і після лише 2 проведених матчів перейшов до саудівського клубу «Аль-Таавун», де протягом року зіграв 11 матчів, та відзначився 6 забитими м'ячами. У 2022 році футболіст повернувся на історичну батьківщину, де став гравцем клубу «Крузейру». На початку 2023 року Луваннор перейшов до складу бразильського клубу «Сеара». 2 липня 2023 року клуб «Шериф» оголосив про повернення Луваннора до свого складу.

## Виступи за збірну
Енріке Луваннор під час виступів за «Шериф» одружився з громадянкою Молдови. У 2013 році він отримав молдовське громадянство, та висловив бажання грати за національну збірну Молдови. У 2013 році він дебютував у складі молдовської збірної в товариському матчі проти збірної Литви. Проте Луваннор не отримав дозволу грати в офіційних матчах у складі національної збірної Молдови, оскільки на момент звернення до ФІФА він не грав на території Молдови 5 або більше років, коли дозволяється офіційно натуралізувати футболіста. Тому Луваннор зіграв лише 4 товариські матчі за молдовську збірну у 2013—2014 роках, після чого до її складу не залучався.
| Дата       | Місто            | Господарі | Результат | Гості    | Турнір           | Голи | Примітки |
| ---------- | ---------------- | --------- | --------- | -------- | ---------------- | ---- | -------- |
| 18-11-2013 | Кишинів          | Молдова   | 1 – 1     | Литва    | товариський матч | -    | 84'      |
| 15-1-2014  | Абу-Дабі         | Молдова   | 1 – 2     | Норвегія | товариський матч | -    |          |
| 17-1-2014  | Абу-Дабі         | Молдова   | 1 – 2     | Швеція   | товариський матч | 1    |          |
| 5-3-2014   | Андорра-ла-Велья | Андорра   | 0 – 3     | Молдова  | товариський матч | 1    | 84'      |
| Усього     |                  | Матчів    | 4         |          | Голів            | 2    |          |

## Титули і досягнення

### Командні
- Чемпіон Молдови (3):

«Шериф»: 2011–2012, 2012–2013, 2013–2014
- Володар Суперкубка Молдови (1):

«Шериф»: 2013
- Володар Кубка Президента ОАЕ (1):

«Аль-Аглі» (Дубай): 2018—2019
- Клубний чемпіон Перської затоки (1):

«Аль-Шабаб» (Дубай): 2015

### Особисті
Кращий бомбардир чемпіонату Молдови: 2013–2014 (26 голів)